# Affaire Shiori Ino
Pour les articles homonymes, voir Ino (homonymie).
Shiori Ino (猪野 詩織, Ino Shiori) (18 mai 1978 - 26 octobre 1999) est une étudiante japonaise qui fut assassinée à l'âge de 21 ans après des mois de harcèlement. L'affaire révèle un grave manquement aux devoirs de la police de la préfecture de Saitama, a amené à des changements sur le traitement juridique du harcèlement et est connu comme un exemple de manipulation des médias (en).

## Harcèlement
En janvier 1999, Shiori Ino rencontre Kazuhito Komatsu, un jeune homme de 26 ans exploitant plusieurs salons de massage avec son frère Takeshi, pompier de métier. Komatsu prétend cependant être un entrepreneur de 23 ans dans l'automobile, l'immobilier et les métaux précieux. Après 4 ou 5 rendez-vous, Komatsu commence à offrir à Ino des cadeaux très coûteux comme des sacs à main Louis Vuitton ou des vêtements Gucci, et il l'accuse d'abuser de lui si elle les refuse. Il commence également à l'appeler chez elle, en dépit du fait qu'elle lui avait donné uniquement son numéro de téléphone portable. Quand elle tente de rompre leur relation, il la menace jusqu'à ce qu'elle accepte de continuer à le voir. Le 24 mars, Ino confie à une amie qu'elle avait peur pour sa vie. Le 30 mars, elle écrit un testament et tente de nouveau de mettre fin à leur relation. Elle cède après que Komatsu ait menacé sa famille, comme par exemple de blesser physiquement son petit frère, encore à l'école primaire.
Le 14 juin, Ino retrouve Komatsu dans un café et lui expose explicitement son intention de ne pas le revoir. Le même jour, Komatsu, son frère Takeshi et un ami débarquent à la maison de la famille Ino et menacent autant Shiori que sa mère, à qui ils font part d'une série de mensonges sur Shiori tel qu'un détournement de fonds imaginaire que Kazuhito aurait commis. Ils menacent le père de Shiori à son retour du travail, qui, impassible, leur ordonne de sortir de la maison après leur avoir dit de reprendre les cadeaux que Kazuhito avait offert de force à Shiori. Les trois garçons se retirent alors, tout en précisant qu'ils ne voulaient pas reprendre les cadeaux. À leur insu, Shiori a enregistré toute la discussion. Elle amène l'enregistrement à la police de Saitama le lendemain mais, malgré l'offuscation d'un jeune officier, les policiers qui l'a rencontrent lui disent qu'elle n'a aucune preuve. Le même jour, la famille Ino reçoit également un appel d'une personne disant s'appeler « Tanaka » et exigeant le retour des cadeaux, après une vingtaine d'appels silencieux. Ce harcèlement quotidien d'appels silencieux se poursuit jusqu'au 26 octobre.
Le 16 juin, Ino retourne voir la police de Saitama avec ses parents. Les policiers refusent de nouveau d'agir et suggèrent que la faute lui incombe à elle pour avoir rompu avec un prétendant après avoir accepté ses luxueux cadeaux. Ils se rendent alors à une clinique juridique gratuite dirigée par la Chambre de commerce, sur suggestion de la police. Après une consultation de 15 minutes, l'avocat rejette leur demande, déclarant qu' « elle avait reçu beaucoup de cadeaux ». Le jour suivant, Shiori reçoit un appel de Komatsu exigeant qu'ils se remettent ensemble. Elle refuse et lui annonce qu'elle avait été voir la police. Komatsu se met alors en colère avant de raccrocher brutalement.
Le 21 juin, Ino renvoie tous ses cadeaux à Komatsu par voie postale. Le jour suivant, le 22 juin, son frère, Takeshi Komatsu, approche Yoshifumi Kubota, 33 ans, un ancien directeur d'un de leurs salons de massage, en lui proposant un contrat de 20 millions de yen pour assassiner Ino. Kubota accepte et recrute à son tour deux connaissances, Akira Kawakami et Yoshitaka Ito. Kazuhito Komatsu part ensuite pour Okinawa le 5 juillet pour se construire un alibi.
Durant les quatre mois suivants, la famille Ino subit toute une série de harcèlements et de menaces, dont des centaines d'affiches et de lettres calomniant Shiori et son père distribués dans le quartier et au lieu de travail de son père. Ils se rendent à plusieurs reprises à la police avec ces lettres, des photos de plaques d'immatriculation et d'autres preuves, sans qu'aucune mesure ne soit prise. Ils veulent porter plainte pour diffamation, mais sont entravés dans leur démarche par des agents de police de haut rang craignant que le fait d'avoir des dossiers non résolus nuise à leur réputation.
Dans le même temps, Kubota, Kawakami et Ito, armés de la photo de Shiori, observent la maison de la famille Ino et la gare locale pour planifier le meurtre.

## Le meurtre
Le 26 octobre 1999, Shiori Ino part de chez elle à vélo pour se rendre à la gare d'Okegawa afin d'assister aux cours de l'après-midi à son université. Elle est repérée par Kawakami qui roule en voiture après s'être rendu à la gare pour y déposer Kubota. Ce dernier s'approche de Shiori alors qu'elle se gare avec son vélo et lui assène un coup de couteau dans les côtes. En se retournant, il la poignarde une seconde fois dans le cœur. Shiori est déclarée morte à l'hôpital général central d'Ageo.
Immédiatement après le meurtre, la police de la préfecture de Saitama lance une campagne de désinformation, fabriquant un portrait de Shiori comme étant une jeune fille volage avec des goûts de luxe. Les tabloïds, puis la presse grand public, saute rapidement sur l'affaire, fabriquant des histoires sinistres sur Shiori comme quoi elle travaillerait comme escorte. Les frères Komatsu et leurs complices ne sont arrêtés qu'après qu'un journaliste, Kiyoshi Shimizu, ait mené une enquête de lui-même sur l'affaire. Son récit, publié dans le magazine FOCUS, révèle le long harcèlement qu'a subi Shiori et diffuse une photographie de son tortionnaire.
Le 19 décembre 1999, le tueur, Yoshifumi Kubota, est arrêté. Le 20 décembre 1999, Takeshi Komatsu, Akira Kawakami et Yoshitaka Ito sont arrêtés. Le 16 janvier 2000, huit autres personnes sont arrêtées pour avoir participé au harcèlement, et un mandat d'arrêt est émis contre Kazuhito Komatsu, qui s'échappe à Sapporo dans le Nord du Japon, traqué par Kiyoshi Shimizu, le journaliste. Le 27 janvier 2000, son corps est retrouvé dans un lac à Teshikaga. Sa mort est considérée comme un suicide et une note est retrouvée dans ses bagages à son hôtel indiquant qu'il avait prévu de se suicider peu de temps après avoir arrangé le meurtre d'Ino.

## Conséquences
Une audience législative est réunie pour enquêter sur le traitement policier de l'affaire Shiori Ino, et la police de Saitama est critiquée dans les médias pour manquement à ses devoirs. Le chef de la police de Saitama s'excuse officiellement auprès de la famille Ino. À la suite d'une enquête, six agents font l'objet de mesures disciplinaires et trois hauts fonctionnaires sont licenciés et inculpés pour falsification de documents en raison de leur refus de traiter les accusations portées par Shiori Ino pendant son harcèlement. Le 7 septembre 2000, Toshio Katagiri et Hirokazu Furuta sont chacun condamnés à 1 an et demi de prison avec sursis et Tsuyoshi Honda à 1 an et 2 mois de prison avec sursis.
Une loi de régulation du harcèlement entre en vigueur en novembre 2000 à la suite du meurtre de Shiori Ino.
Le 22 décembre 2000, la famille Ino attaque en justice la police de Saitama. Le 16 février 2003, le tribunal local condamne la police de Saitama à une amende de consolation, mais rejette le fait que la négligence de la police avait permis aux criminels de l'assassiner. En appel, le 30 août 2006, la Cour suprême confirme la peine initiale.
En 2001, Kiyoshi Shimizu reçoit le Prix du journalisme de magazine du choix des rédactions (en) et le Prix du reportage de l'Association nationale des radiodiffuseurs commerciaux du Japon pour ses reportages. Il recevra plus tard les mêmes récompenses après avoir innocenté un accusé dans l'affaire du meurtre d'Ashikaga (en) (faisant partie de la série d'enlèvements et de meurtres de jeunes filles du Nord de Kantō (en)) et souligné des similitudes avec la façon dont la police et les procureurs ont traité les affaires Ashikaga et Iizuka par rapport à l'affaire Okegawa.
Le tueur à gage, Kubota, est condamné à 18 ans de prison. Les deux autres principaux criminels, Satoshi Kawakami et Yoshitaka Ito, sont condamnés à 15 ans de prison. Takeshi est condamné à la prison à perpétuité mais il fait appel. Le 5 septembre 2006, la Cour suprême confirme sa condamnation.

## Dans les médias
Au Japon, le crime a inspiré deux téléfilms. Le premier, basé sur le récit de Kiyoshi Shimizu, est diffusé le 28 octobre 2002. L'autre, dans lequel Rina Uchiyama (en) joue le rôle de Shiori Ino, est diffusé le 13 décembre 2003.